# Карлуш Карвальял
Карлуш Аугушту Соаріш да Кошта Фар'я Карвальял (порт. Carlos Augusto Soares da Costa Faria Carvalhal, нар. 4 грудня 1965, Брага) — колишній португальський футболіст. По завершенні ігрової кар'єри — тренер. З 2024 року очолює тренерський штаб «Браги».

## Ігрова кар'єра
Народився 4 грудня 1965 року в місті Брага. Вихованець футбольної школи місцевого клубу «Брага». У дорослому футболі дебютував 1983 року виступами за команду того ж клубу, в якій провів два сезони, взявши участь у 7 матчах чемпіонату.
Протягом 1985—1986 років захищав кольори команди клубу «Шавіш».
Своєю грою за останню команду знову привернув увагу представників тренерського штабу клубу «Брага», до складу якого повернувся 1986 року. Цього разу відіграв за клуб з Браги наступні два сезони своєї ігрової кар'єри. Більшість часу, проведеного у складі «Браги», був основним гравцем захисту команди.
1988 року уклав контракт з клубом «Порту», у складі якого провів наступний рік кар'єри гравця. Протягом 1989—1990 років захищав кольори команди клубу «Бейра-Мар».
З 1990 року втретє, цього разу два сезони захищав кольори команди клубу «Брага». Згодом з 1992 по 1995 рік грав у складі команд клубів «Тірсенсе» та «Шавіш».
До складу клубу «Ешпінью» приєднався 1995 року. 1998 завершив виступи на професіональному рівні.

## Кар'єра тренера
Розпочав тренерську кар'єру відразу ж по завершенні кар'єри гравця, 1998 року, увійшовши до тренерського штабу клубу «Ешпінью», де пропрацював з 1998 по 1999 рік.
2003 року став головним тренером команди «Віторія» (Сетубал), тренував клуб з Сетубала один рік. Згодом протягом 2006—2006 років очолював тренерський штаб клубу «Брага».
2006 року прийняв пропозицію попрацювати у клубі «Бейра-Мар». Залишив клуб Авейру 2006 року. Протягом одного року, починаючи з 2007, був головним тренером команди «Віторія» (Сетубал).
2009 року був запрошений керівництвом клубу «Марітіму» очолити його команду, з якою пропрацював до 2009 року. З 2009 і по 2010 рік очолював тренерський штаб команди «Спортінг».
2011 року став головним тренером команди «Бешікташ», тренував стамбульську команду один рік.
Згодом протягом 2015—2017 років очолював тренерський штаб клубу «Шеффілд Венсдей».
Протягом тренерської кар'єри також очолював команди клубів «Фреамунде», «Візела», «Авеш», «Лейшойнш», «Белененсеш», «Астерас» та «Істанбул ББ».
У грудні 2017 року очолив тренерський штаб команди «Свонсі Сіті». Під його керівництвом валлійці не змогли уникнути пониження у класі, посівши третє з кінця місце у підсумковій турнірній таблиці Прем'єр-ліги сезону 2017/18. По завершенні цього сезону португалець залишив Свонсі.
Сезон 2019/20 пропрацював на батьківщині з командою «Ріу Аве», яка під його керівництвом посіла п'яте місце у національній першості, отримавши право участі у Лізі Європи наступного сезону. При цьому команда набрала 55 очок у чемпіонаті, встановивши клубний рекорд.
28 липня 2020 року уклав дворічний тренерський контракт з «Брагою», повернувшись на тренерський місток команди з рідного міста після 14-річної перерви.

### Тренерська статистика
Станом на match played 3 жовтня 2020
| Команда               | З                 | До                | Статистика | Статистика | Статистика | Статистика | Статистика | Прим.  |
| Команда               | З                 | До                | І          | В          | Н          | П          | % В        | Прим.  |
| --------------------- | ----------------- | ----------------- | ---------- | ---------- | ---------- | ---------- | ---------- | ------ |
| «Ешпінью»             | 20 травня 1998    | 8 листопада 1999  | 47         | 17         | 13         | 17         | 36,17      | [ 1 ]  |
| «Фреамунде»           | 15 листопада 1999 | 30 травня 2000    | 24         | 9          | 7          | 8          | 37,50      | [ 2 ]  |
| «Візела»              | 30 червня 2000    | 4 грудня 2000     | 14         | 8          | 3          | 3          | 57,14      | [ 3 ]  |
| «Авеш»                | 4 грудня 2000     | 30 травня 2001    | 22         | 2          | 8          | 12         | 09,09      | [ 4 ]  |
| «Лейшойш»             | 30 травня 2001    | 9 грудня 2002     | 64         | 42         | 13         | 9          | 65,63      | [ 5 ]  |
| «Віторія» (Сетубал)   | 5 червня 2003     | 19 травня 2004    | 38         | 20         | 11         | 7          | 52,63      | [ 6 ]  |
| «Белененсеш»          | 19 травня 2004    | 27 жовтня 2005    | 46         | 18         | 8          | 20         | 39,13      | [ 7 ]  |
| «Брага»               | 10 травня 2006    | 8 листопада 2006  | 13         | 6          | 2          | 5          | 46,15      | [ 8 ]  |
| «Бейра-Мар»           | 10 листопада 2006 | 8 січня 2007      | 6          | 1          | 2          | 3          | 16,67      | [ 9 ]  |
| «Віторія» (Сетубал)   | 23 травня 2007    | 15 травня 2008    | 43         | 19         | 16         | 8          | 44,19      | [ 6 ]  |
| «Астерас»             | 15 травня 2008    | 11 листопада 2008 | 10         | 2          | 5          | 3          | 20,00      | [ 10 ] |
| «Марітіму»            | 24 лютого 2009    | 28 вересня 2009   | 18         | 2          | 8          | 8          | 11,11      | [ 11 ] |
| «Спортінг» (Лісабон)  | 16 листопада 2009 | 9 травня 2010     | 33         | 16         | 7          | 10         | 48,48      | [ 12 ] |
| «Бешикташ»            | 2 серпня 2011     | 2 квітня 2012     | 47         | 22         | 9          | 16         | 46,81      | [ 13 ] |
| «Істанбул Башакшехір» | 16 травня 2012    | 12 листопада 2012 | 12         | 3          | 2          | 7          | 25,00      | [ 14 ] |
| «Шеффілд Венсдей»     | 30 червня 2015    | 24 грудня 2017    | 131        | 56         | 38         | 37         | 42,75      | [ 15 ] |
| «Свонсі Сіті»         | 28 грудня 2017    | 18 травня 2018    | 25         | 8          | 8          | 9          | 32,00      | [ 15 ] |
| «Ріу Аве»             | 28 травня 2019    | 25 липня 2020     | 42         | 20         | 11         | 11         | 47,62      | [ 16 ] |
| «Брага»               | 28 липня 2020     | досі              | 3          | 1          | 0          | 2          | 33,33      |        |
| Разом                 | Разом             | Разом             | 638        | 272        | 171        | 195        | 42,63      | —      |

## Титули і досягнення
- Володар Кубка португальської ліги (1):

«Віторія» (Сетубал): 2007-08
- Володар Кубка Португалії (1):

«Брага»: 2020-21